# Dan Atherton

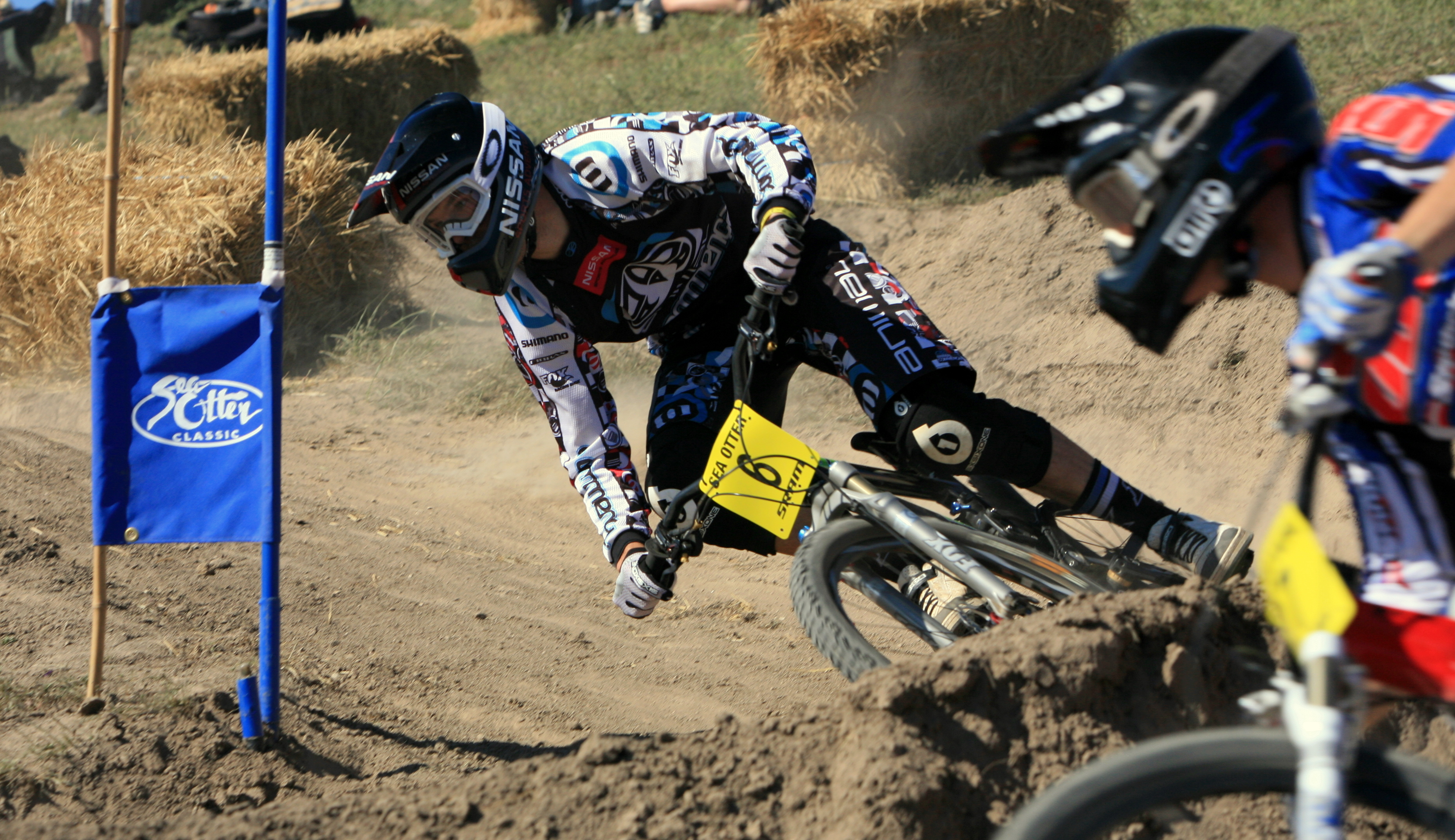
Dan Atherton (2009)

Daniel Simon Atherton (* 25. Januar 1982 bei Salisbury, Großbritannien) bekannt als Dan Atherton, ist ein britischer Mountainbikerennfahrer. Dan ist vor allem in den Mountainbike-Disziplinen Downhill, Four Cross und Enduro-Downhill-Mountainbike-Racing erfolgreich. Mit 15 begann er BMX zu fahren und ein Jahr später Mountainbike.

## Werdegang
Von 2007 bis 2011 fuhr er zusammen mit seinen Geschwistern Gee Atherton und Rachel Atherton für das Animal Commencal International Pro Mountain Bike Race Team, welches mit Bikes vom französischen Hersteller Commencal ausgestattet ist. 
Ab 2012 fuhren er, seine Geschwister und einer seiner alten Freunde, Marc Beaumont, für das GT Factory Racing Team. Seit Ende 2015 fährt das komplette Team für das Trek Factory Racing Team.
Sein Leben als professioneller Biker und das seiner zwei Geschwister wurde zudem in der Kurz-Dokumentation "The Atherton Project" dargestellt und auf freecaster.tv ausgestrahlt.
Seit der Saison 2013 widmet sich Dan einer neuen Disziplin: Enduro, bei welcher gleich mehrere Rennen pro Tag gefahren werden. Die Abfahrten variieren hierbei zwischen wenigen Minuten bis zu maximal 20 Minuten. Aufgrund einer Schulterverletzung musste Atherton die Enduro World Serie vorzeitig aufgeben.

## Erfolge
- 2004: 4X British National Mountain Biking Championship
- 2012: Maxi Avalanche, Andorra
- 2012: Asia Pacific Challenge[2]